# کالمان سیل
کالمان سیل (مجاری: Széll Kálmán; زاده ۸ ژوئن ۱۸۴۳ – درگذشته ۱۶ اوت ۱۹۱۵) سیاستمدار اهل مجارستان بود. وی از ۲۶ فوریه ۱۸۹۹ تا ۲۷ ژوئن ۱۹۰۳ نخست‌وزیر پادشاهی مجارستان بود.